# Starfuckers, Inc.
Singles de Nine Inch Nails
Into the Void
(2000) Deep
(2001)
Starfuckers, Inc. est un single de metal industriel du groupe Nine Inch Nails sorti en 2000.